# Mesura POVM
En el camp de la ciència de la informació quàntica una mesura POVM (de l'anglès Posivitive Operator-Valued Measure: Mesura d'Operadors amb valors Positius) és un tipus de mesura quàntica definida com un conjunt d'n operadors semi-definits positius sobre un espai de Hilbert de dimensió d, on n no és necessàriament igual a d. D'aquesta manera representen una extensió de la mesura projectiva (PVM) on els operadors han de ser projectors i, per tant, el nombre màxim d'operadors està fixat per la dimensió de l'espai.
Els POVM són necessaris per a explicar mesures més complexes, permetent la inclusió d'elements externs o la parametrització d'errors d'una mesura PVM.

## Definicó
Una mesura POVM es determina completament donant un conjunt d'operadors semi-definits positius {\displaystyle {\mathcal {M}}=\{\Pi _{j}\}_{j=1}^{n}} que sumen la identitat, {\displaystyle \sum _{j=1}^{n}\Pi _{j}=\mathbb {I} }, és a dir, la mesura és tancada.
Una segona definició de mesura POVM és la donada en termes de operadors de Kraus. Així, n operadors de hermítics {\displaystyle \{K_{j}\}_{j=1}^{n}} defineixen una mesura POVM si {\displaystyle \sum _{j=1}^{n}K_{j}^{\dagger }K_{j}=\mathbb {I} }.
La relació entre les dues definicions no és bijectiva, donats uns operadors de Kraus, podem definir una única mesura POVM utilitzant la relació {\displaystyle \Pi _{j}=K_{j}^{\dagger }K_{j}}, però donada una mesura POVM, existeixen infinits operadors de Kraus que porten a ella. El conjunt d'operadors de Kraus que defineixen la mateixa mesura POVM és {\displaystyle \{K_{j}=U{\sqrt {\Pi _{j}}}\mid \forall U{\text{ unitaria}}\}}, això es deu al fet que {\displaystyle U^{\dagger }U=\mathbb {I} \Rightarrow K_{j}^{\dagger }K_{j}=({\sqrt {\Pi _{j}}})^{\dagger }U^{\dagger }U{\sqrt {\Pi _{j}}}=({\sqrt {\Pi _{j}}})^{\dagger }{\sqrt {\Pi _{j}}}=\Pi _{j}}. La descomposoció fonamental és la que te {\displaystyle U=\mathbb {I} }, és a dir, {\displaystyle K_{j}={\sqrt {\Pi _{j}}}}.
Així, donat un estat quàntic {\displaystyle \rho }, la probabilitat d'obtenir el resultat {\displaystyle j} és {\displaystyle P[{\mathcal {M}}=j\mid \rho ]=\mathrm {tr} (\Pi _{j}\rho )=\mathrm {tr} (K_{j}\rho K_{j}^{\dagger })} on tr és la traça de la matriu. En cas que l'estat a mesurar sigui pur, {\displaystyle \rho =|\psi \rangle \langle \psi |}, l'expressió anterior es pot simplificar per {\displaystyle P[{\mathcal {M}}=j\mid \psi ]=\langle \psi |\Pi _{j}|\psi \rangle =||K_{j}|\psi \rangle ||^{2}}
on {\displaystyle ||\bullet ||} és la norma d'un vector.
Si a més volem conèixer l'estat post-mesura, necessitem saber els operadros de Kraus que definien el POVM. L'estat post-mesura un cop obtingut el resultat j ve determinar per {\displaystyle \rho _{j}={\frac {K_{j}\rho K_{j}^{\dagger }}{\sqrt {P[{\mathcal {M}}=j\mid \rho ]}}}} o en cas d'un estat pur per {\displaystyle \rho _{j}={\frac {K_{j}|\psi \rangle }{\sqrt {P[{\mathcal {M}}=j\mid \psi ]}}}}
Clarament veiem com l'elecció de la unitària U afecta l'estat post-mesura però no la probabilitat.
Una de les característiques principals de les mesures POVM és que la posterior mesura de l'estat {\displaystyle \rho _{j}} no ha de donar necessàriament el resultat j ja que els operadors no són ortogonals. Així, la probabilitat d'obtenir el resultat i donat j és {\displaystyle P[{\mathcal {M}}=i|\rho _{j}]={\frac {\mathrm {tr} (K_{i}K_{j}\rho K_{j}^{\dagger }K_{i}^{\dagger })}{\sqrt {P[{\mathcal {M}}=j\mid \rho ]}}}} que pot ser diferent a zero si {\displaystyle K_{i}K_{j}\neq 0}. Per contra, en una mesura PVM, la probabilitat d'obtenir aquest resultat és sempre 0 ja que els operadors són ortogonals.